# Crest of a Knave
Albums de Jethro Tull
A Classic Case
(1985) Rock Island
(1989)
Singles
1. Steel Monkey
Sortie : octobre 1987
2. She Said She Was a Dancer
Sortie : janvier 1988

Crest of a Knave est le seizième album studio de Jethro Tull sorti en 1987. Il remporte en 1989, de façon inattendue, le Grammy Award pour la « meilleure prestation hard rock », battant ...And Justice for All de Metallica et Nothing's Shocking de Jane's Addiction.

## Historique
L'album est enregistré après une interruption de trois ans occasionnée par une infection à la gorge du chanteur Ian Anderson. Après l'échec de Under Wraps, le groupe revient à un son plus varié, électro avec un style de son acoustique, l'une des principales caractéristiques de Jethro Tull. L'album est leur plus grand succès depuis les années 1970 et le groupe connait une résurgence d'émissions radiophoniques, d'apparitions dans des émissions spéciales de MTV et de la diffusion de vidéoclips. C'est également un des albums favoris des critiques, remportant le Grammy Award en 1989 pour la meilleure performance vocale ou instrumentale en hard rock/métal. 

### Production
Même si Doane Perry joue de la batterie sur deux chansons et que Gerry Conway fait de même sur quatre titres, les trois autres pièces sont l'œuvre de Ian Anderson qui programme une boite à rythmes à l'instar du précédent album Under Wraps. Le claviériste Peter-John Vettese étant également absent, c'est aussi Anderson qui joue des claviers qui ne sont utilisés que sur cinq titres (six avec le titre bonus). Ce dernier ainsi que Martin Barre et Dave Pegg sont les trois seuls membres officiels restant du groupe, Doane Perry et Gerry Conway agissent ici comme musiciens invités. Barre se souvient de cette production comme étant « l'album où beaucoup de choses étaient de mon invention. Il y a encore des morceaux de la musique où lan savait très bien ce qu'il voulait, mais je pense que mon apport a été bien supérieur à celui de n'importe quel autre album du groupe. »
La couverture est conçue par l'artiste héraldique Andrew Stewart Jamieson. Le single Steel Monkey de la pochette est conçu par le directeur artistique John Pasche. La couverture arrière de l’album nous apprend dans les crédits que l’album est « Enregistré dans un coin de la cuisine et dans la pièce derrière la porte qui était peinte en blanc mais qui ne l’est plus ». Et aussi que « Martin voudrait remercier Paul Hamer (Hamer Guitars). Ian et Dave aimeraient aussi remercier presque tout le monde. »
Cet album sort simultanément sur CD et sur disque vinyle, mais ce dernier ne comporte pas les chansons Dogs in the Midwinter et The Waking Edge faute d'espace. Les deux titres apparaissent cependant sur vinyles en tant que faces B des singles.

### Style musical
L’album s’appuie davantage sur la guitare électrique de Martin Barre que sur n'importe quel autre depuis les années 1970. Le style de Crest of a Knave est comparé à celui de Dire Straits, en partie parce qu’Anderson n’a plus la gamme vocale qu’il possédait jadis (résultat d’une chirurgie récente de la gorge). La flûte de Ian, bien souvent omniprésente, ne figure ici que sur quatre titres (cinq en comptant la piste bonus de 2005).
Ian Anderson déclare ensuite à propos du style musical de l'album : « Steel Monkey est basé sur un riff du séquenceur, et il ne contenait aucune flûte. C'était donc une autre chanson atypique de Jethro Tull qui est devenu un succès radiophonique. En comparaison, Farm On The Freeway et Budapest sont des chansons très typiques de Tull. Budapest est le genre de chanson que j'aime écrire, car elle incarne beaucoup de nuances différentes qui, je pense, sont subtilement reliées. Il y a des mouvements de classique en glissant subtilement vers un son légèrement bluesy puis au folk, et il se glisse entre eux et vous ne voyez pas la couture. »

### Thèmes
Crest of a Knave explore divers thèmes dans ses paroles, comme le fait souvent Anderson. La chanson She Said She Was a Dancer montre que le traitement franc de la sexualité par Tull est inchangé. L'album contient la chanson populaire Budapest, qui décrit une scène dans les coulisses avec un machiniste timide. Farm on the Freeway, d'un autre côté, décrit un agriculteur qui a perdu ses terres en raison d'un domaine éminent et ne possède plus que son camion. Les Mountain Men sont devenus plus célèbres en Europe, illustrant une scène de la Seconde Guerre mondiale en Afrique ainsi que de la guerre des Malouines. Ian Anderson évoque les batailles d'El Alamein (Seconde Guerre mondiale) et d'Amérique du Sud (1982), établissant des parallèles historiques avec l'angoisse vécue par les femmes, délaissées par leurs maris soldats, ont pu ressentir.

### Réception critique
La critique de Sounds était mitigée. On y reconnait la qualité et même y qualifie les chansons d'ouverture Steel Monkey et Farm on the Freeway d' « étourdissantes ». L’évaluation globale est la suivante : « Dans un geste judicieux, Ian Anderson a étudié le renouvellement actuel du Heavy Metal et l’a adapté à ses propres fins, et les résultats sont pour le moins impressionnants ». En fin de compte, en comparant l’album avec le style de Mark Knopfler, la revue poursuivait en ces termes : « Mais dans ses efforts pour rester branché le gourou du rock progressif barbu est devenu une proie non seulement sous l’influence de la modernité mais aussi dans les aspects les plus inspirants de la pop ainsi que dans ses maux les plus fous : l’odeur de Mark Knopfler imprègne le reste de l'album […] Honteusement et cruellement, l’album s’éteint. C'est dommage, vraiment. »
Bien qu’elle soit bien acceptée aujourd’hui, la critique de AllMusic est un peu plus engagée, qualifiant cet album de meilleur depuis Heavy Horses, mais indiquant également que « La vérité est que ce n’est pas un mauvais album, avec un titre qui se qualifie de hard rock. La ligne de guitare solo de Martin Barre, sur Jump Start et Raising Steam est également très dure, et personne ne peut se plaindre de ce que cet album soit doux, à part l'acoustique The Waking Edge avec Budapest et She Said She Was a Dancer, les deux récits de rencontres entre femmes du monde entier qui évoquent la rock star. La chanson anti-guerre Mountain Men est un classique du folk électro-acoustique dans le style de Jethro Tull , toutes les guitares électriques hurlant à un volume assez élevé à la fin ».
L'album est un succès critique et commercial. Aux États-Unis, il obtient la certification de disque d'or. Il atteint le numéro 32. Au Royaume-Uni, il atteint également l'or, atteignant le numéro 19. Les succès dans d'autres pays incluent l'or au Canada, le numéro 10 en Allemagne et le numéro 7 en Suisse.

## Trophée Grammy
Crest of a Knave remporte en 1989 le « Grammy Award » de la meilleure performance vocale ou instrumentale en hard rock / métal, battant les très favorisés ... And Justice For All de Metallica et le choix de la critique, Nothing Shocking de Jane's Addiction.
Le prix Grammy est très controversé car beaucoup ne considèrent ni l'album ni le groupe comme du hard rock, et certainement pas du heavy metal. Sous les conseils de leur manager, aucun membre du groupe n’assiste à la cérémonie de remise des prix, car on leur a prédit qu’ils n’ont aucune chance de gagner. En réponse à la controverse, le label de disques du groupe, Chrysalis, publie une annonce dans un périodique de musique britannique avec la phrase « The flute is a heavy, metal instrument » (« La flûte est un instrument lourd en métal ! »). Le prix Grammy sera divisé en deux catégories et renommé après l’événement. En 2007, le prix de 1989 est nommé par Entertainment Weekly parmi les 10 plus gros revers de l'histoire des Grammy Awards. Le magazine Rolling Stone classe ce trophée remis à Jethro Tull au « 18ème moment le plus impressionnant de l'histoire des Grammy ».

## Titres
Toutes les chansons sont de Ian Anderson.
1. Steel Monkey – 3:39
2. Farm on the Freeway – 6:31
3. Jump Start – 4:55
4. Said She Was a Dancer – 3:43
5. Dogs in the Midwinter – 4:29
6. Budapest – 10:05
7. Mountain Men – 6:20
8. The Waking Edge – 4:49
9. Raising Steam – 4:05

### Bonus édition remasterisée de 2005
1. Part of the Machine – 6:54

## Musiciens
D'après le livret accompagnant l'album :
- Ian Anderson : chant (1 à 10), flûte traversière (2, 3, 5, 7, 10), guitares acoustique (6, 8, 10) et électrique rythmique (1, 3, 4, 7, 9), percussions (1, 6), claviers (2, 4, 7, 8, 9, 10), programmation de la batterie (1, 5, 6, 9, 10)
- Martin Barre : guitares acoustique (6, 10) et électrique solo (1 à 10)
- Dave Pegg : basse (1 à 10)

### Musiciens additionnels
- Doane Perry : batterie (2, 7)
- Gerry Conway : batterie (3, 4, 6, 8)
- Ric Sanders : violon (6, 8)

## Production
- Jethro Tull : Production
- Robin Black - Ingénieur
- Tim Matyear - Ingénieur
- Stephen W. Tayler - Ingénieur, remixage
- Andrew Jamieson - Œuvre d'art, calligraphie
- John Pasche - Direction artistique

## Charts et certifications
| Pays        | Durée du classement | Meilleur classement |
| ----------- | ------------------- | ------------------- |
| Allemagne   | 15 semaines         | 10e                 |
| Autriche    | 4 semaines          | 19e                 |
| Canada      | 21 semaines         | 39e                 |
| États-Unis  | 28 semaines         | 32e                 |
| Royaume-Uni | 10 semaines         | 19e                 |
| Suède       | 2 semaines          | 40e                 |
| Suisse      | 9 semaines          | 7e                  |

| Pays        | Certification | Ventes    | Date       |
| ----------- | ------------- | --------- | ---------- |
| Canada      | Or            | 50 000 +  | 16/02/1988 |
| États-Unis  | Or            | 500 000 + | 02/05/1988 |
| Royaume-Uni | Or            | 100 000 + | 27/02/1989 |

Charts singles
| Année | Single                  | Chart                  | Durée du classement | Position |
| ----- | ----------------------- | ---------------------- | ------------------- | -------- |
| 1987  | "Steel Monkey"          | Mainstream Rock Tracks | 8 semaines          | 10e      |
| 1987  | "Steel Monkey"          | UK Singles Chart       | 4 semaines          | 84e      |
| 1987  | "Farm On the Freeway"   | Mainstream Rock Tracks | 16 semaines         | 7e       |
| 1988  | "Said She Was a Dancer" | UK Singles Chart       | 4 semaines          | 55e      |